# Tuinkabouter

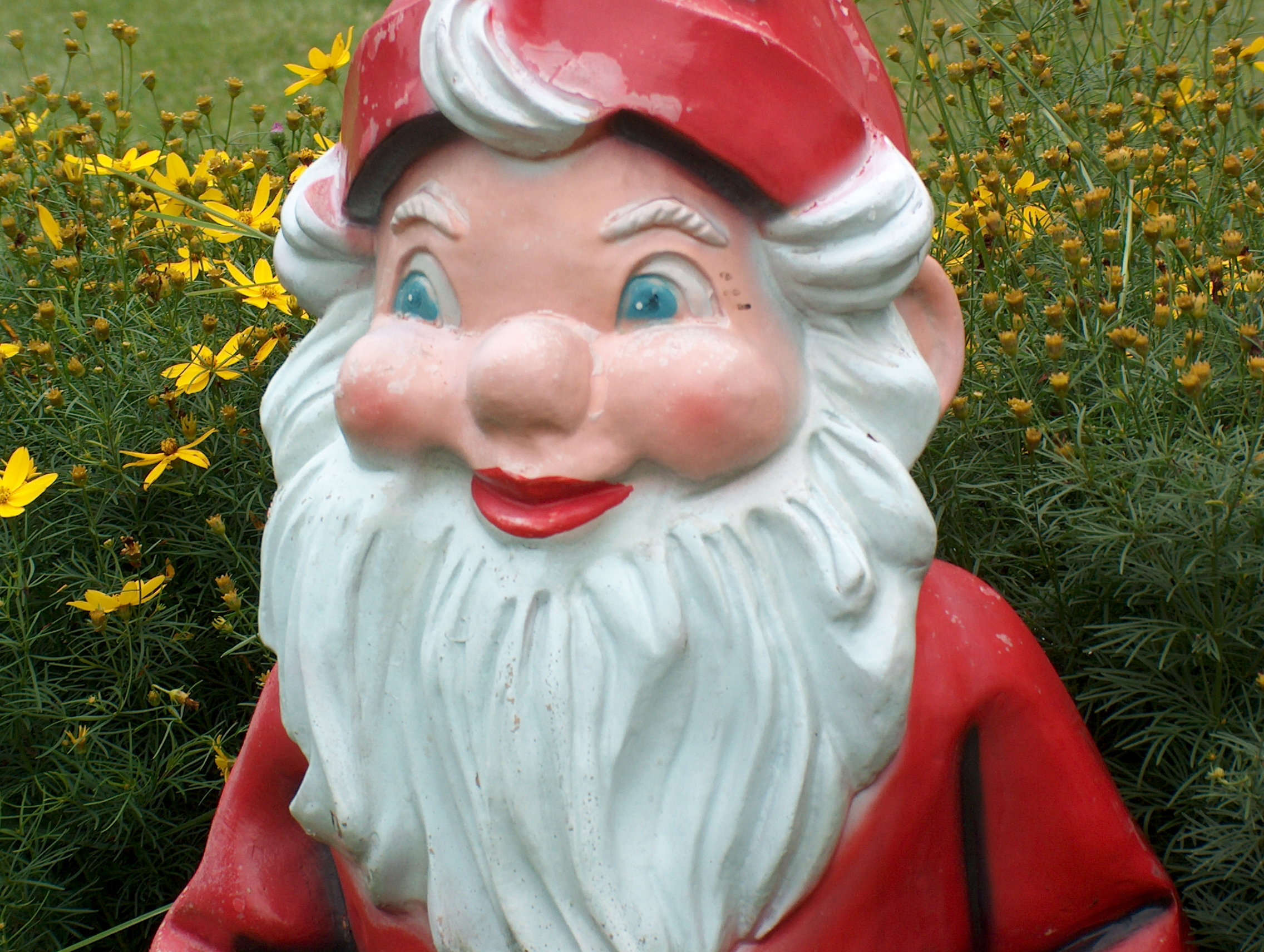
Een typische tuinkabouter.

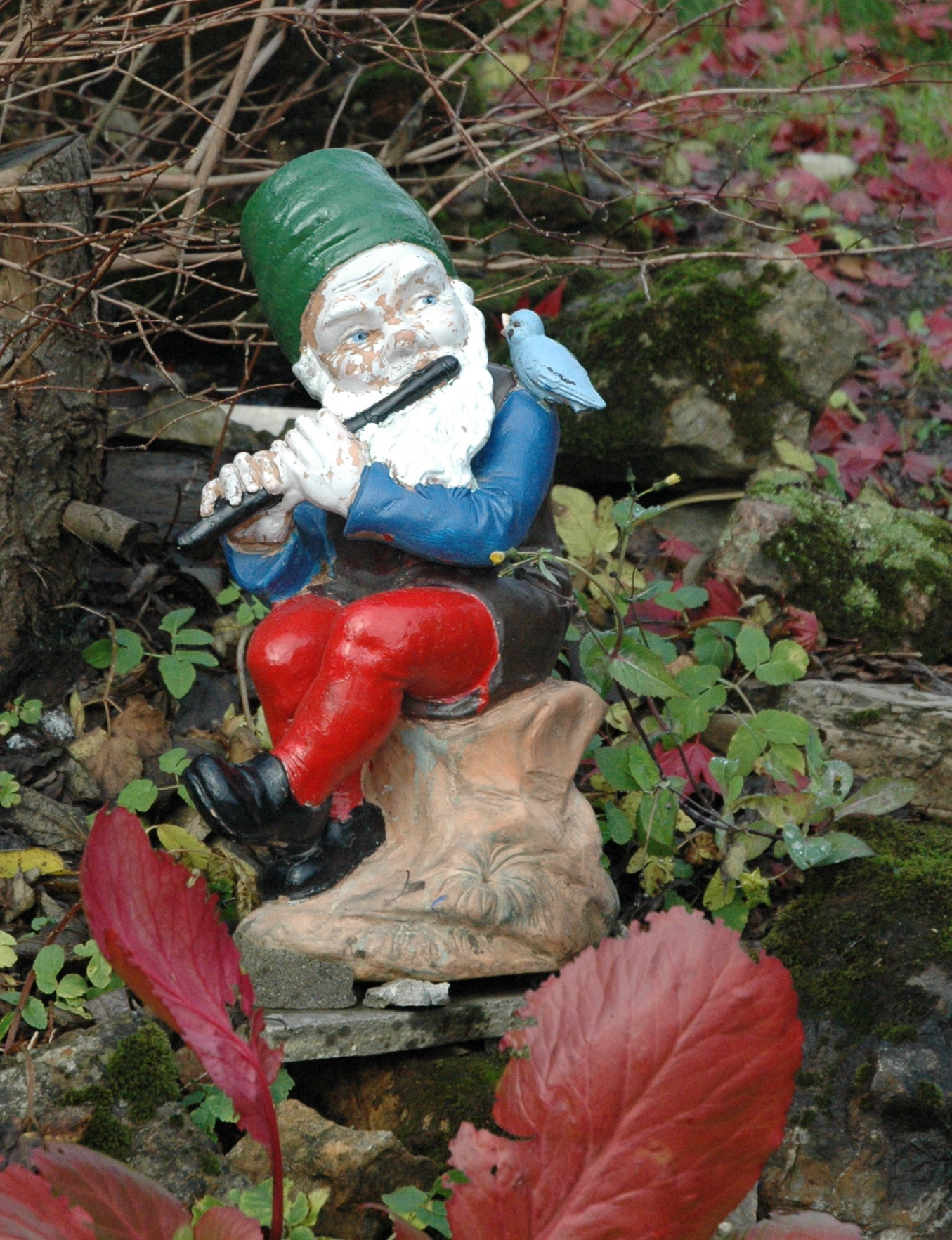
Tuinkabouter met fluit in Noorwegen.

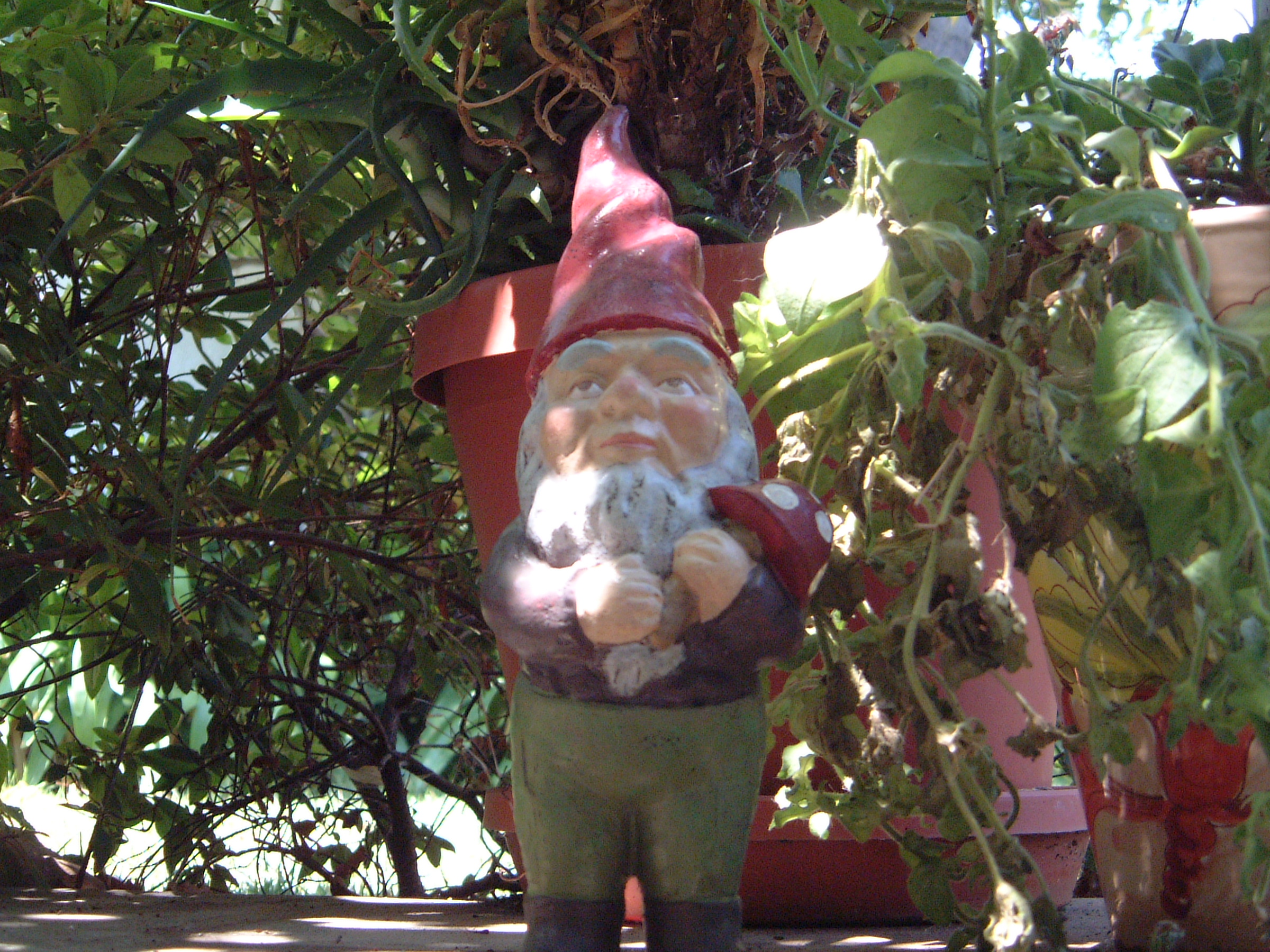
Tuinkabouter met paddenstoel.

Een tuinkabouter is een beeld van een kabouter dat in de tuin wordt geplaatst. Tuinkabouters zijn meestal vervaardigd uit steen of keramiek, goedkopere modellen uit kunststof. Sinds de 19e eeuw is de tuinkabouter in Europa bekend.

## Uiterlijk
Een tuinkabouter wordt net als andere kabouters voorgesteld als een klein mannetje met een puntmuts, rode appelwangetjes en een kabouterbaard. Sommige tuinkabouters zijn gewijd aan een bepaalde activiteit en hebben een uiterlijk kenmerk dat daarmee geassocieerd wordt, traditioneel het gietertje en het schepje. De vijverkabouter heeft doorgaans een hengeltje.

## Geschiedenis
Het gebruik van tuinkabouters is voortgekomen uit de gewoonte eerbied te tonen voor de natuur en voor kabouters als beschermgeest, bijvoorbeeld door het achterlaten van voedsel.
Rond 1880 werden onder andere in het Duitse Gräfenroda tuinkabouters gemaakt. Toen Philipp Griebel terracotta dieren maakte, kreeg hij het idee door middel van zijn beelden lokale mythen voor de bevolking tot leven te brengen. Een van deze mythen was dat kabouters 's nachts hielpen in de tuin.

## Voorwerpen
Tuinkabouters dragen vele voorwerpen, enkele bekende zijn:
- Gieter
- Hengel
- Kruiwagen
- Schep
- Paddenstoel
- Knapzak
- Diverse muziekinstrumenten

## In de literatuur
- Drs. P maakt de tuinkabouter tot een literair thema van zijn werk Botanisch twistgesprek, in de dichtregels
Dus maar liever lobbig kogelplantje of bollenzig kijkertje[1], alant, olijfgroen ... steentje
Nee, ik wil een tuinkabouter met een mandje op zijn rug
- In de Kabouterboeken van Rien Poortvliet wordt de tuinkabouter omschreven als een op zichzelf staand kabouter-ras.
- In de Harry Potter-boeken wordt de tuinkabouter gezien als een tuinplaag die zo snel mogelijk bestreden moet worden.
- In de stripreeks Appie Happie is Simon S. Smakeloos een fabrikant van tuinkabouters
- Toen bijna iedereen sliep, door Henri Van Daele, vertelt over de avonturen van een tuinkabouter die door het Tuinkabouterbevrijdingsfront 'bevrijd' wordt.

## In de media
In de film 'Le Fabuleux Destin d'Amélie Poulain' uit 2001 stuurt Amélie de tuinkabouter van haar vader op wereldreis. De foto's van die reis moedigen haar vader aan om ook op wereldreis te vertrekken.

## Afbeeldingen

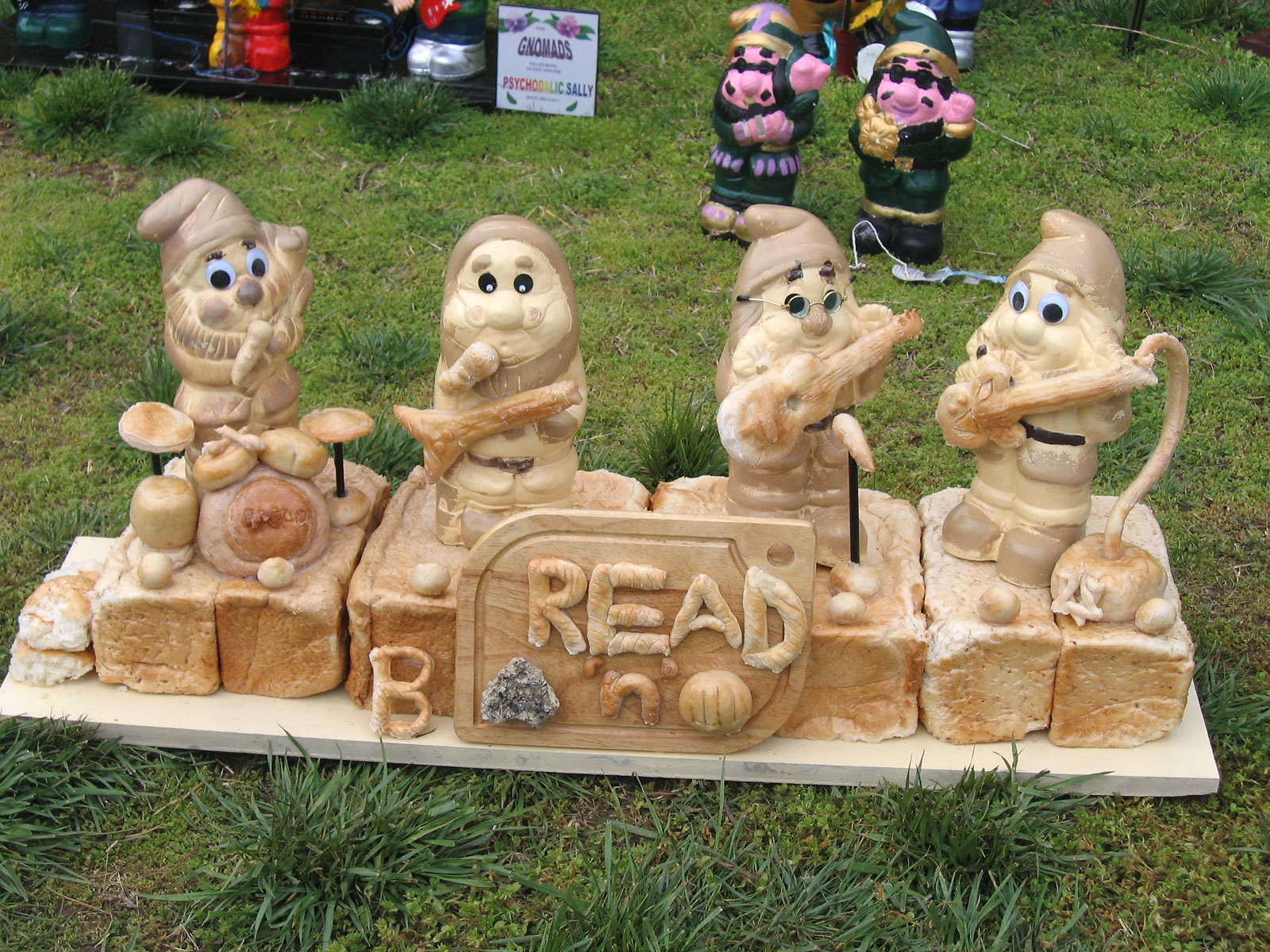
De dwergen van Sneeuwwitje als tuinkabouters met muziekinstrumenten, gemaakt van brood
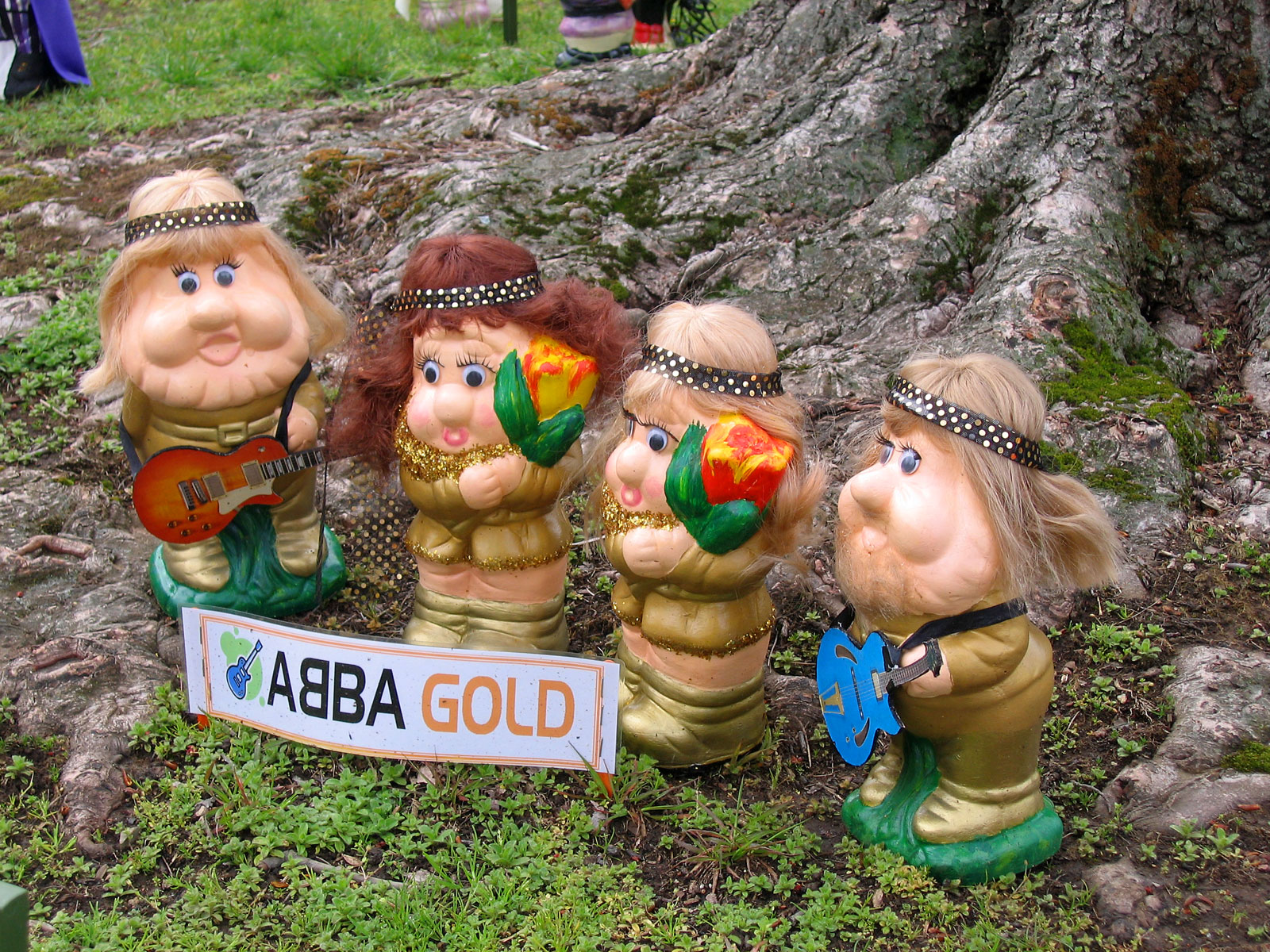
Gouden ABBA-tuinkabouters.
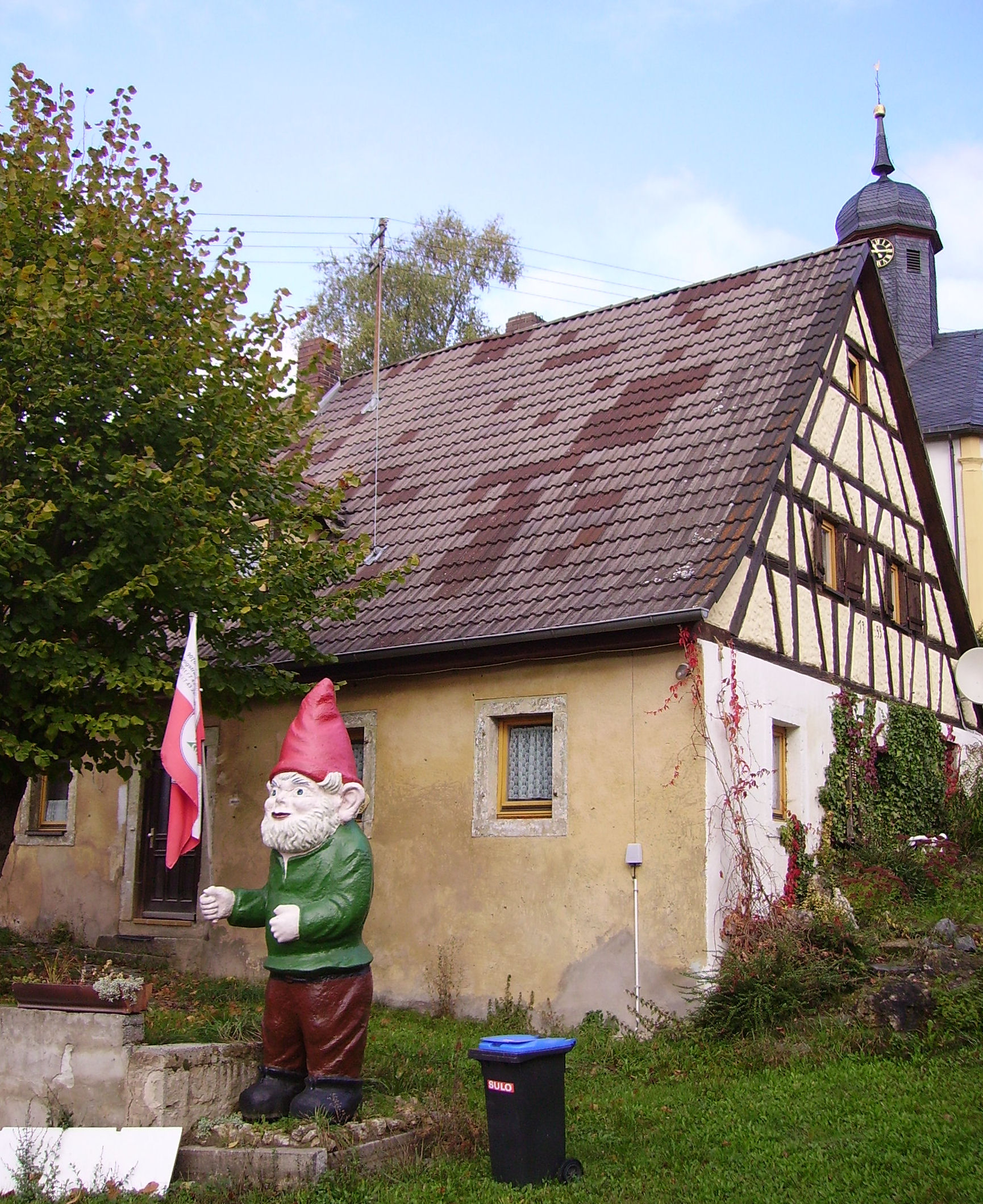
Grote uitvoering van een 'beeldje'.
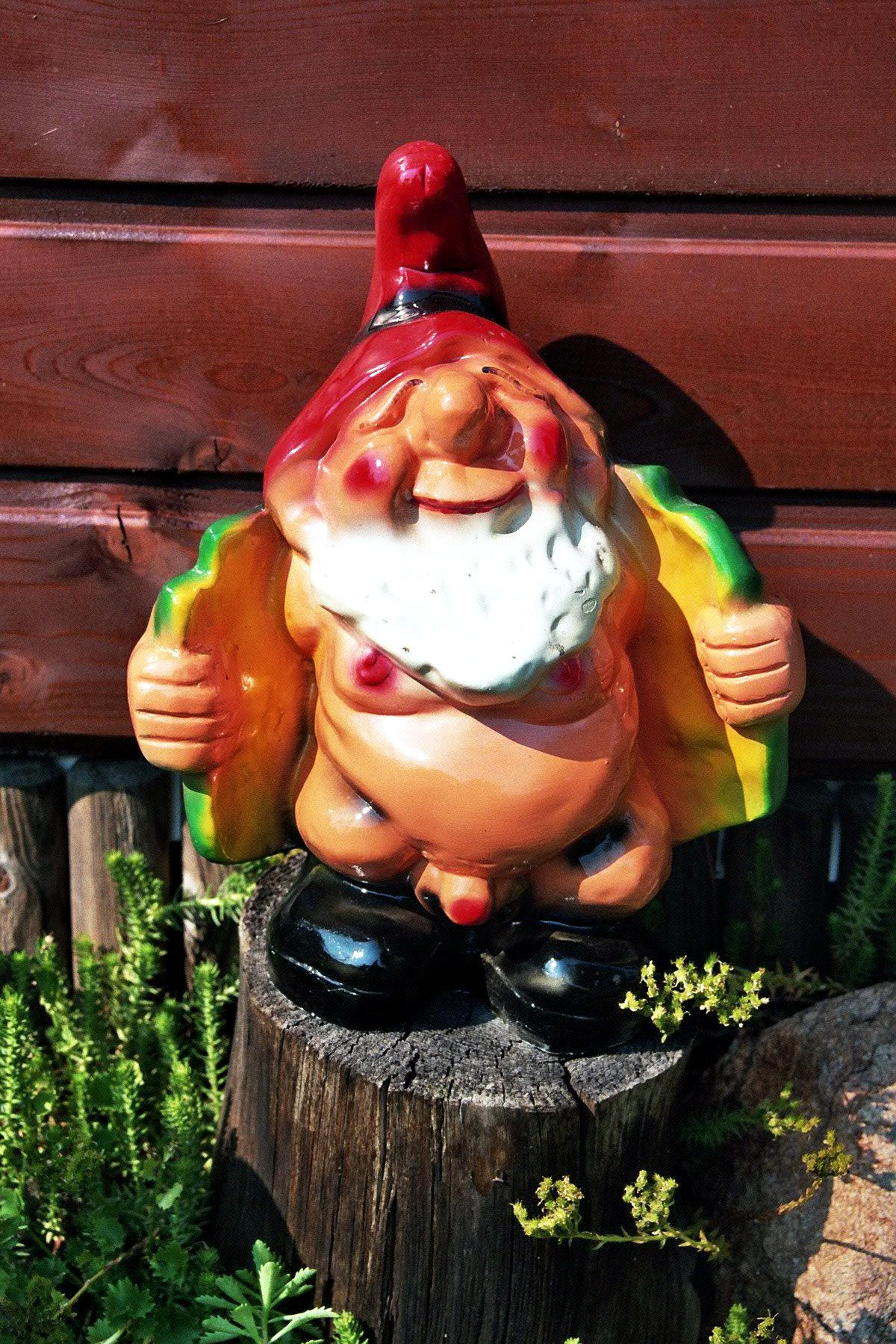
Kabouter Snikkelmans.
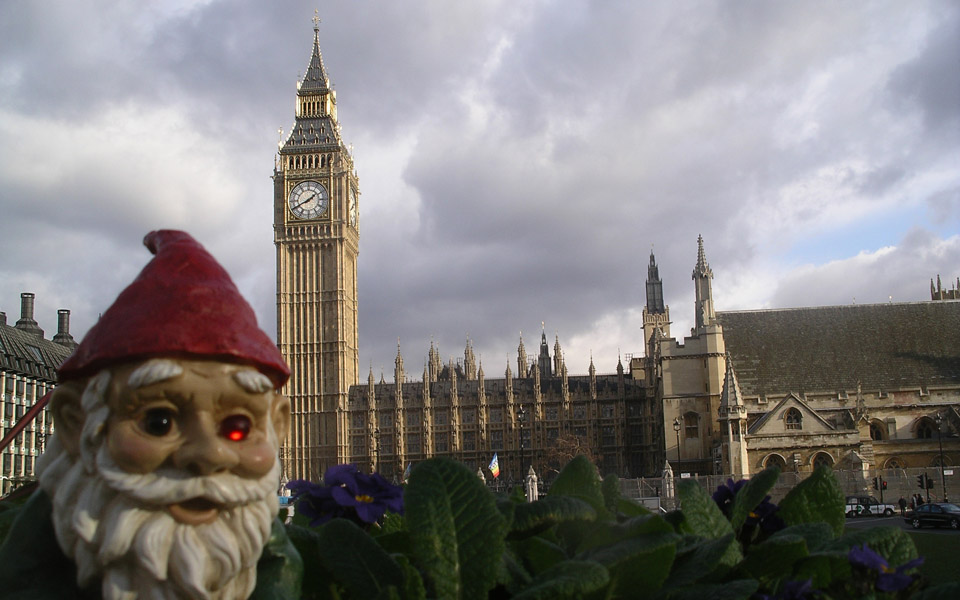
Deze tuinkabouter is op reis en staat voor de Big Ben en het Palace of Westminster
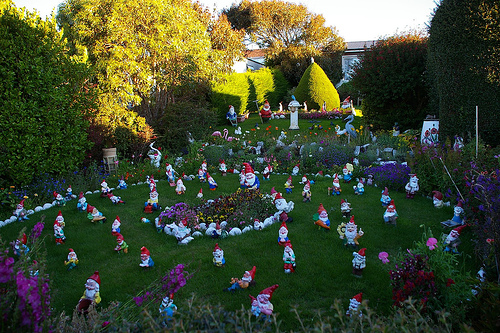
Tuinkabouters op de Falklandeilanden.
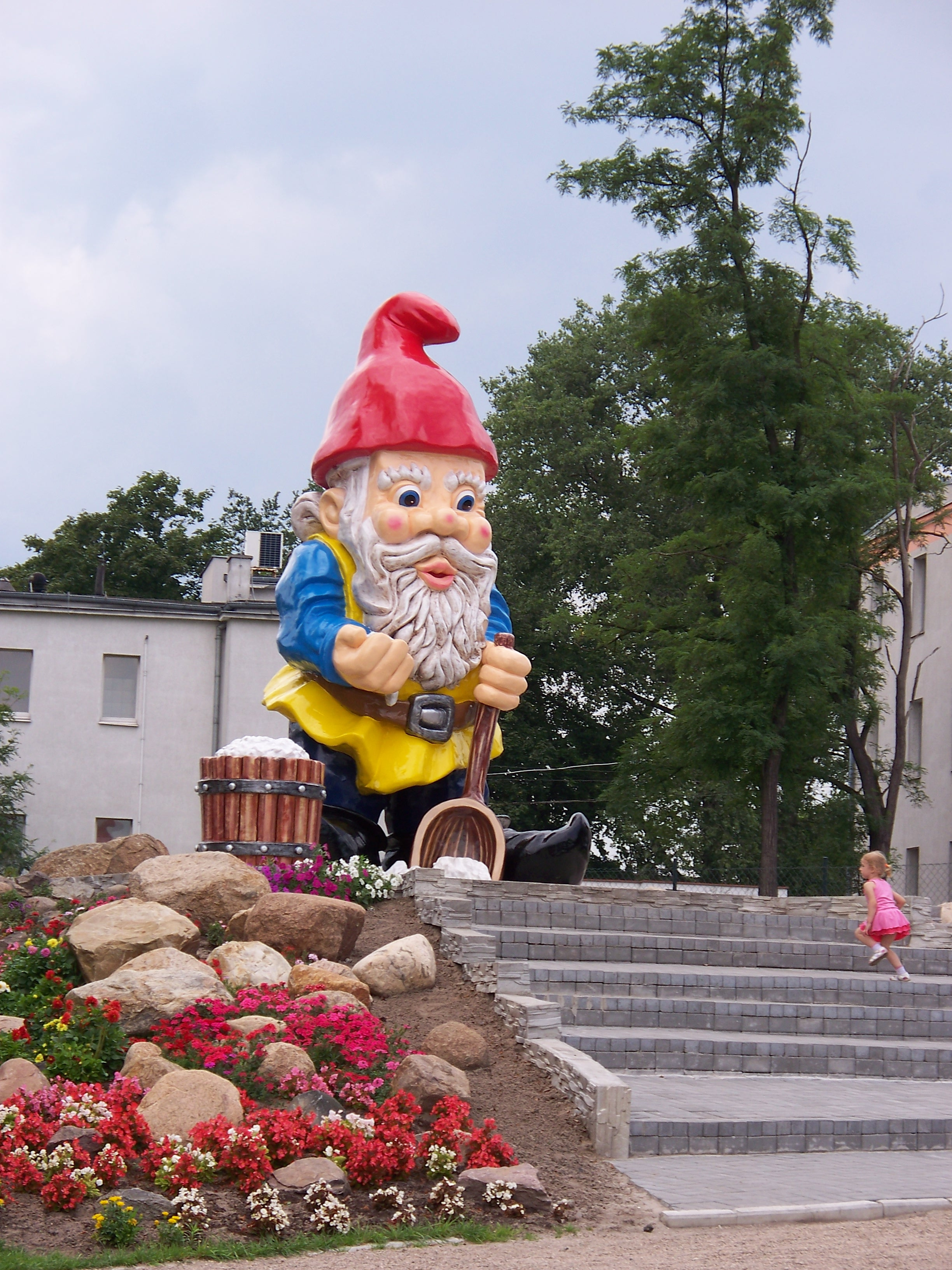
Soluś, Park Krasnala , Polen.

## Varia
- Tuinkabouters verschijnen ook in moderne uitvoering, zoals popsterren of (teken)filmsterren.
- Er bestaat een subcultuur van tuinkabouterverzamelaars die vaak op de hak genomen wordt in popcultuur.
- Zogenaamde Tuinkabouterbevrijdingsfronten proberen tuinkabouters te "bevrijden" uit hun tuinen.
- In de Sims-spellen komen eveneens tuinkabouters voor. In De Sims 3 ook verschillende magische, die elke nacht een andere houding aan kunnen nemen.